# Coloratobistus
Coloratobistus is een geslacht van insecten (wandelende takken) uit de orde Phasmatodea en behoort tot de familie Aschiphasmatidae. De wetenschappelijke naam van dit geslacht is voor het eerst geldig gepubliceerd in 2004 door Oliver Zompro.

## Soorten
Het geslacht Coloratobistus omvat de volgende soorten:
- Coloratobistus dilawitimpakpak Zompro, 2004
- Coloratobistus discolor (Redtenbacher, 1906)
- Coloratobistus villosum (Redtenbacher, 1908)

De typesoort C. dilawitimpakpak komt voor op Mindanao (Filipijnen).